# Dolichotheca spinulosa
Dolichotheca spinulosa är en bladmossart som beskrevs av Iwatsuki 1963. Dolichotheca spinulosa ingår i släktet Dolichotheca och familjen Hypnaceae. Inga underarter finns listade i Catalogue of Life.